# Stygopholcus photophilus
Stygopholcus photophilus är en spindelart som beskrevs av Senglet 1971. Stygopholcus photophilus ingår i släktet Stygopholcus och familjen dallerspindlar.
Artens utbredningsområde är Grekland. Inga underarter finns listade i Catalogue of Life.